# Епоксиди

Загальна структура епоксидів

Епоксиди — це органічні сполуки, в яких до двох сусідніх атомів вуглецю приєднаний атом кисню. Вони також є циклічними етерами.

## Будова
Цикл, що складається з двох атомів вуглецю та одного атома кисню, є дуже напруженим, бо кути зв'язків становлять приблизно 60°, що значно відрізняється від тетраедричного кута (109,28°). У зв'язку з малим валентним кутом та полярністю зв'язку С-О у епоксидів, порівняно з ациклічними етерами, дуже великий дипольний момент.

## Хімічні властивості

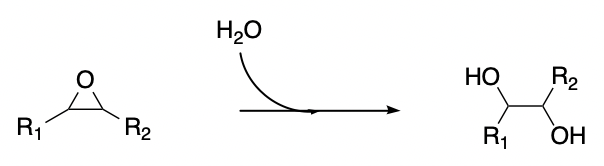
Взаємодія епоксидів з водою

Епоксиди дуже легко реагують з сильними нуклеофілами. Зі слабкими нуклеофілами, як-от вода, епоксиди реагують при нагріванні. При взаємодії з водою завжди виходить транс-ізомер. Кислоти значно збільшують реакцієзадтність епоксидів, приєднуючи протон до атома кисню.
В безводному середовищві у присутності кислот Льюїса можуть димеризуватися, олігомеризуватися та полімеризуватися.

## Отримання
Епоксиди отримують взаємодією галогеналканолів або галогенциклоалканолів та сильних основ. Дегідрогалогенування галогеналканолів є прикладом реакції Вільямсона, оскільки атом кисню заміщує атом хлору на сусідньому атомі вуглецю:
Найперспективнішим методом у отриманні епоксидів вважається окиснення алкенів. Окиснення може йти двома варіантами:
1. Пряме окиснення. Застосовується у промисловості для отримання оксирану. Відбувається при температурі 300 °С в присутності срібла: {\displaystyle {\ce {2H2C=CH2 +O2 ->2(CH2)2O}}}
2. Епоксидування. При реакції епоксидування алкен забирає атом кисню з групи -OOH. Окисниками в цій реакції є гідропероксиди або надкислоти: